# Ernst Lissauer

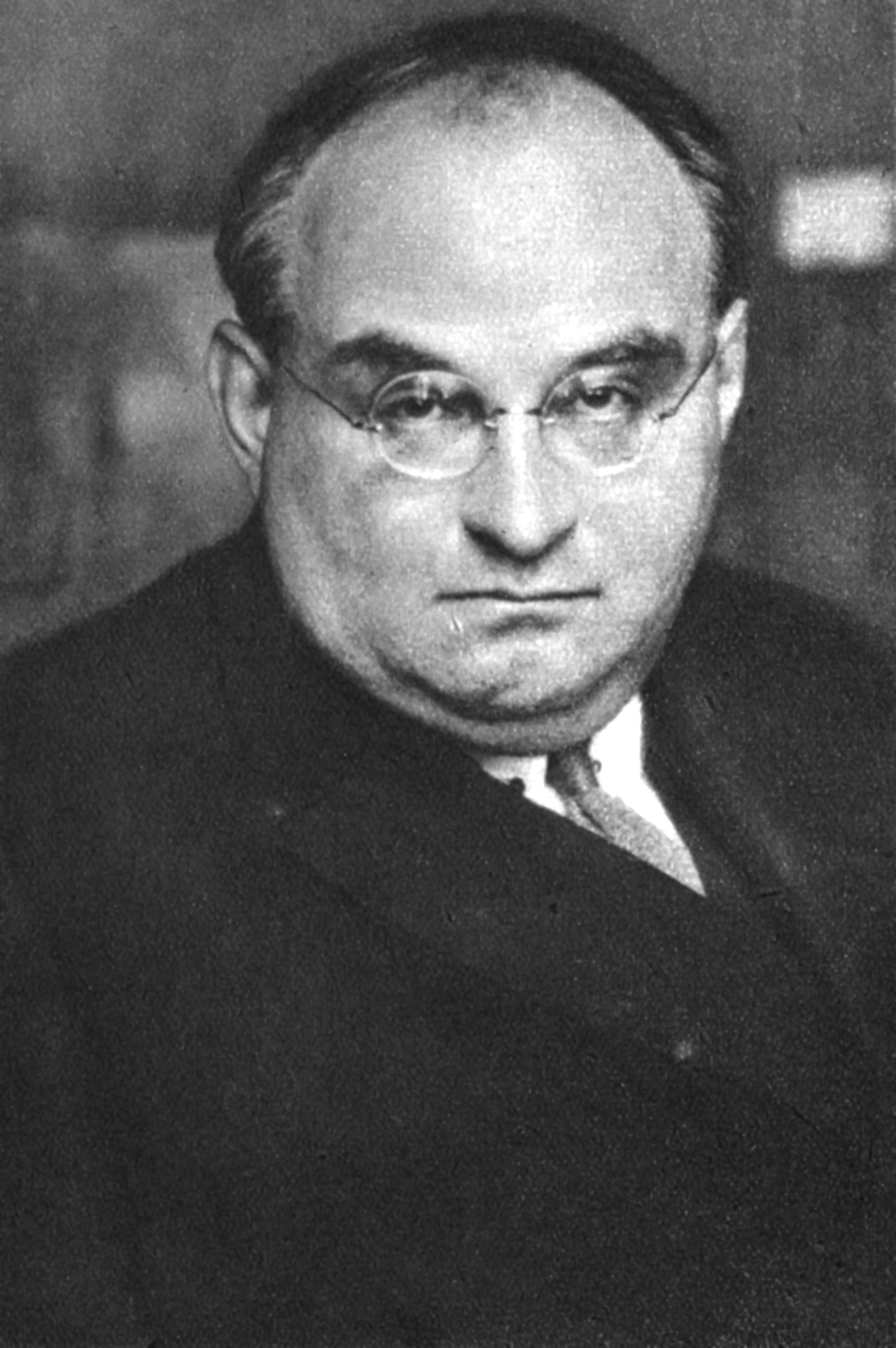
Ernst Lissauer en 1932.

Ernst Lissauer (Berlín,  16  de diciembre de 1882 - Viena,  10 de diciembre de 1937) fue un poeta y dramaturgo alemán de origen judío. Fue el autor del poema propagandístico Canto de odio a Inglaterra a comienzos de la Primera Guerra Mundial lo que supuso su mayor éxito en su vida como escritor así como su olvido posterior una vez finalizada la guerra.

## Biografía
Nació en Berlín en el seno de una familia judía acomodada. Su padre, Hugo Lissauer, además de su actividad industrial, fue cofundador de una organización llamada "Comunidad Berlinesa para la Reforma"  (Berliner Reformgemeinde), que defendía la asimilación de los judíos en las sociedades en las que vivían, llegando incluso a proponer el bautismo masivo para hacer efectiva esa integración. De hecho su padre llegó a proponerle el bautizo a los 15 años de edad a lo que se negó, pero su motivación no fue tanto la defensa de su identidad judía, que posteriormente sí que defendería con más fuerza cuando se acrecentó el antisemitismo en Alemania, como que realmente no consideraba que eso afectase a su condición de alemán. De hecho fue educado como alemán y, en palabras de Stefan Zweig, “creía con más fervor en Alemania, que el alemán más creyente”.
Estudio en el instituto "Friedrich-Werdersche" en Berlín y posteriormente siguió cursos de Historia Literaria alemana en las universidades de Leipzig y Munich. En 1906 regresó a Berlín y se estableció como crítico y escritor independiente. En 1907 y 1912 publicó sendos volúmenes de poesías líricas, Der Acker y Der Strom respectivamente,  que le valieron un reconocimiento que se vio acrecentado cuando en 1913 publicó, en el aniversario de las Guerras de Liberación frente a Napoleón, 1813, Ein Zyklus muy elogiado por su actitud nacionalista.
Tras el estallido de la Primera Guerra Mundial y tras tratar, infructuosamente debido a su condición física, de alistarse en el ejército, decidió ponerse al servicio de su país a través de la poesía. En septiembre de 1914 publicó su poema Canto de odio a Inglaterra (Hassgesang gegen England). Inmediatamente destacó entre todos los poemas de corte similar de exaltación patriótica publicados al comienzo de la guerra. Fue de lectura obligatoria en colegios, repartido entre las tropas y fue musicalizado e interpretado en todos los teatros alemanes. En enero de 1915, el Káiser Guillermo II le concedió la medalla de la Orden del Águila Roja, una condecoración puramente militar. Sin embargo pronto fue objeto de crítica. Diversos diarios publicaron artículos críticos con el poema, se puso en tela de juicio su uso en colegios e incluso fue objeto de discusión en la Cámara de Diputados de Prusia. La crítica más dura, realizada por el pensador británico nacionalizado alemán Houston Stewart Chamberlain, venía además cargada de antisemitismo al afirmar que los sentimientos de odio expresados en el poema solo podían venir de una raza para la que el odio era un valor tradicional, lo que provocó reacciones en contra de la prensa judía aunque sin estar de acuerdo con el poema propiamente dicho. En agosto de 1915, Lissauer publicó un artículo haciendo mención a que el clima de odio a Inglaterra no era creación suya ni del poema sino que era preexistente y que solo se limitó a expresarlo de manera personal. Asimismo se defendía aduciendo que nunca había pensado ni instigado a que se usase en los colegios. A partir de 1916, con la prolongación de la guerra y el decaimiento del estado de la euforia nacionalista de comienzos de la misma, la difusión del poema y la consideración a su autor fueron desapareciendo. Tras el final de la guerra fue unánimemente señalado como un autor de escritos de odio y se le hizo el vacío. Se dedicó a escribir obras de teatro siendo su mayor éxito la comedia Gewalt estrenada en Frankfurt en 1924.
En 1923 se mudó a Viena donde siguió trabajando en poesía lírica, antologías de literatura, ensayo y reeditando obras de poetas alemanes olvidados como August Kopisch o Hermann Lingg. En 1933, tras el ascenso del partido nazi al poder, fue desterrado oficialmente de Alemania y se prohibió la publicación de sus obras. Durante sus últimos años preparó sus obras completas con un primer volumen dedicado a su obra lírica incluyendo varios poemas de guerra pero excluyendo expresamente el Canto de odio a Inglaterra pero no pudo encontrar editor que las publicara. Su último volumen de poemas líricos, Zeitenwende, fue publicado en 1936 pasando totalmente desapercibido. Falleció de neumonía en 1937 y está enterrado en el cementerio judío de Viena.